# Luigi Sichel
Luigi Gino Sichel (Lodi, 9 ottobre 1919 – ...) è stato un calciatore italiano, di ruolo centrocampista.
Fratello maggiore, e pertanto conosciuto come Sichel I, dei calciatori Mario Sichel detto Sichel II e Giuseppe Sichel detto Sichel III. Era chiamato Gino.

## Carriera
Con la maglia del Fanfulla vince il campionato di Serie C 1937-1938, poi disputa complessivamente sette campionati di Serie B, di cui quattro dal 1938-1939 al 1942-1943, ed altri tre nel dopoguerra a partire dal 1946-1947. Nel 1939-1940 gioca a Parma in Serie C.
Conta complessivamente 131 presenze e 26 reti in Serie B.

## Palmarès

### Club

#### Competizioni nazionali
- Serie C: 2

Fanfulla: 1937-1938, 1948-1949